# Метиловый зелёный
Мети́ловый зелёный (гептаметилпарарозанилин хлористый) — органическое соединение, основный трифенилметановый краситель с химической формулой C26H33Cl2N3. Зелёные кристаллы, растворимые в воде. Используется в микроскопии для окрашивания биологических препаратов.
Обычно производится в форме двойной цинковой соли C26H33Cl2N3·ZnCl2, CAS 14855-76-6, C.I. 42585. Эта форма ранее использовалась в крашении под различными традиционными наименованиями, зачастую относящихся к другим красителям, например французская зелень, парижская зелень (не путать со смешанным ацетатом-арсенитом меди(II)), метиленовая зелень (не путать с метиленовым зелёным), йодная зелень, ночная зелень.

## Свойства
Кристаллический порошок от зелёного до синего цвета с золотистым металлическим отливом. Растворим в воде (1 к 30 при 20 °С), плохо растворим в этаноле, почти нерастворим в трихлорметане, эфире, амиловом спирте. Водные растворы красителя медленно разлагаются с потерей седьмой метиловой группы и образованием кристаллического фиолетового, однако скорость разложения незначительна и раствор сохраняет свои свойства годами.

## Применение
Применяется для окрашивания ядер клеток, обычно в составах с пиронином. Окрашивание производится при нейтральном или слабокислом pH, при этом в препаратах ДНК ядер окрашивается в зелёный цвет, а РНК цитоплазмы — в красный.
Ранее использовался для крашения шёлка, но окрашенные материалы меняли свой цвет из зелёного в синий при нагреве до 60 °C, что ограничивало применение.